# Sundsholm
Sundsholm este o arie protejată (arie specială de conservare — SAC, sit de importanță comunitară — SCI) din Suedia întinsă pe o suprafață de 64,7 ha, integral pe uscat.

## Localizare
Centrul sitului Sundsholm este situat la coordonatele 56°44′47″N 13°10′52″E / 56.7465°N 13.181°E.

## Înființare
Situl Sundsholm a fost declarat sit de importanță comunitară în ianuarie 1998 pentru a proteja un număr necunoscut de specii din flora spontană și fauna sălbatică aflate în arealul zonei. Situl a fost protejat și ca arie specială de conservare în martie 2011.

## Biodiversitate
Situată în ecoregiunea boreală, aria protejată conține 5 habitate naturale: Mlaștini împădurite, Păduri caducifoliate de mlaștină fino-scandinave, Taiga vestică, Formațiuni ierboase bogate în specii de Nardus, dezvoltate pe substraturi silicioase în zone montane (și în zone submontane, în Europa continentală), Păduri de fag Luzulo-Fagetum.
La baza desemnării sitului se află un număr nedeclarat de specii protejate.